# Waldemar Przysiuda
Waldemar Przysiuda (ur. 1 lutego 1973 w Środzie Wielkopolskiej) – polski piłkarz, trener piłkarski.
Wychowanek Victorii Września. Będąc piłkarzem pierwszoligowych zespołów, rozegrał w nich 47 spotkań.

## Kariera trenerska
Od maja 2009 do listopada 2011 pierwszy trener Victorii Września. Z początkiem 2012 roku został trenerem SKP Słupca, którą prowadził do czerwca 2012, po czym przeszedł do poznańskiej Warty, której barwy reprezentował, w okresie swej kariery piłkarskiej. W Warcie Poznań został asystentem trenera. W styczniu 2013 roku został jej tymczasowym trenerem. Po kilku dniach rozwiązał obowiązujący kontrakt i wrócił do SKP Słupca